# Аршин
Аршин је стара мера за дужину. Основно значење је било „раздаљина од врхова ручних прста до рамена“
Постојале су три врсте аршина:
- Дунђерски (грађевинарски) и зидарски је био 75,8 cm.
- Чаршијски је био 68 cm.
- Терзијски од 65 cm.

Аршин се користио у Србији до осамдесетих година деветнаестог века. Када су власти наметнуле метричке мере дошло је до протеста. Пожаревачки Абаџијски еснаф се 1885. жалио: „Ми нисмо другом мером учили, онда не можемо радити без аршина!“
Аршин је био од дрвета или метала, при чему су дрвене аршине правили сами мајстори.
И данас у реченици „имати различите аршине...“ се подразумева различито вредновање исте ствари.